# Samuel ha-Sardí
Samuel ha-Sardí o Xemuel ben Iitskhaq Ha-sardí (~1190 - Barcelona ?), fou un prohom jueu, comerciant i escriptor que va viure a Barcelona. És conegut pel seu patrocini de l'hospital jueu del Call de Barcelona.
Va passar la major part de la seva vida a la ciutat de Barcelona, fins a l'any 1256.

## Biografia

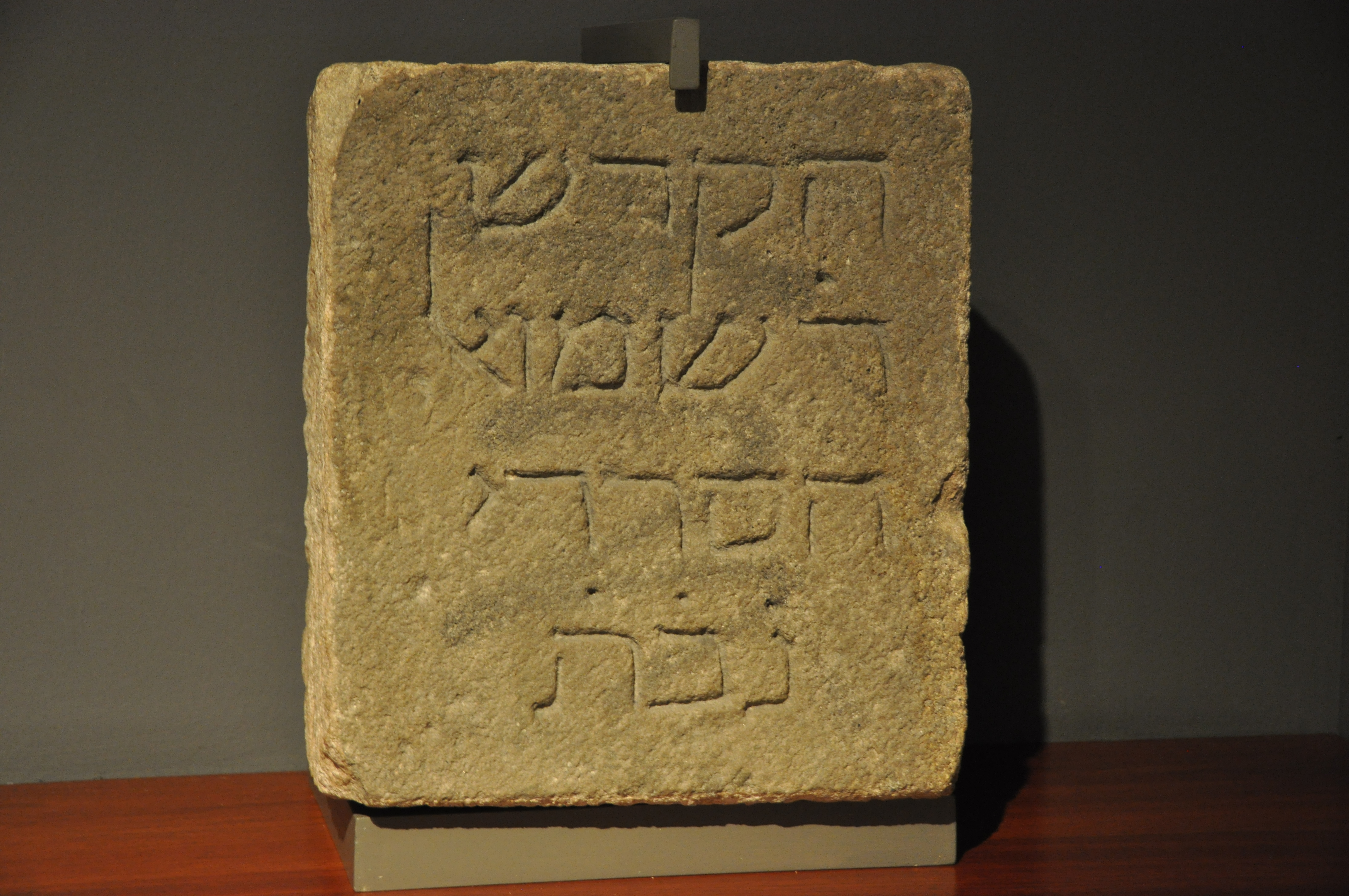
Làpida commemorativa de la fundació de l'hospital jueu del Call de Barcelona, fundació pia de Samuel ha-Sardí. Gres de Montjuïc. S. XIII. MUHBA Museu d'Història de Barcelona

Era fill d'Iitskhaq ha-Sardí, que es creu que podria procedir de l'illa de Sardenya a causa del
cognom ha-Sardí «el sard» (הסרדי en hebreu), tot i que no hi ha cap documentació que ho corrobori.
El nom romanç de Samuel ha-Sardí era Samuel Bonisac CERDANI (Lobell Cerdan/Cerda) ("Lobell Gracian" se cita de vegades, però va morir el 1201, de manera que no és la mateixa persona).
Va estar casat dos cops. La seva primera esposa s'anomenava Bonadona amb la qual no tingué cap fill. Es va tornar a casar el 1247 amb Cruxia (קרושיאה en hebreu), i varen ser pares d'una única filla anomenada Regina.
Samuel ha-Sardí va ser un comerciant amb una important fortuna en terres i patrimoni. Aquesta capacitat econòmica li va permetre l'establiment d'un hospital per als pobres en una de les seves propietats. Aquest fet va ser immortalitzat en una làpida amb la inscripció "el seu llum crema permanentment" (הקדש ר’ שמואל הסרדי נ’ב’ת’ en hebreu) que es conserva al Museu d'Història de Barcelona MUHBA. Al seu emplaçament original, al carrer de Marlet de Barcelona, dins del que havia estat el call jueu, n'hi ha una reproducció.
Consta documentat que va ser amic de Moixè ben Nakhman (Nakhmànides), una de les personalitats més
destacades del judaisme català medieval.
Sembla que va escriure diversos llibres, si bé només es conserva el Séfer ha-Terumot o Llibre de les ofrenes, una mena de compendi de jurisprudència civil i comercial escrita el 1223. Segons es recull al pròleg, Samuel pretenia que «les lleis relatives als préstecs, tant escripturades com orals, o les relatives
als drets i les obligacions de prestadors i prestataris, es puguin trobar en el mateix lloc». És a dir tenia una voluntat d'utilitat per poder evitar problemes i oferir solucions per a actuar amb correcció legal i moral.